# Loutraki
Loutraki (in greco Λουτράκι?) è una città di 11.383 abitanti della Grecia centro-meridionale. Situata 4 km a nord-est di Corinto, è la sede della municipalità di Loutraki-Perachora.
Oggi, Loutraki è un centro termale e un luogo di villeggiatura estiva.

## Amministrazione

### Gemellaggio
- Arenzano, dal 1957